# Учитель

Пам'ятник учителю на подвір'ї Ніжинського держуніверситету, Ніжин, Чернігівська область, 2008 рік

Учи́тель (вчи́тель),  — людина, яка навчає інших людей (своїх учнів), передає їм певні знання про життя. У вузькому розумінні — спеціаліст, що проводить навчальну та виховну роботу з учнями в загальноосвітніх школах різних типів. В українській мові слова вчитель та учитель мають однакове значення, але використовуються в різних випадках. Вчитель пишеться у випадку, якщо попереднє слово закінчується на голосну літеру або на літеру «й». Наприклад: моя вчителька, улюблений вчитель.
Слово «педагог» у Стародавній Греції означало дослівно «провідник дитини». Так називали не вчителів, а рабів, які відводили дитину до школи й забирали назад. Зазвичай у педагоги вибирали рабів, непридатних ні для якої іншої роботи, але вірних домівці.

## Учителі йлюдство

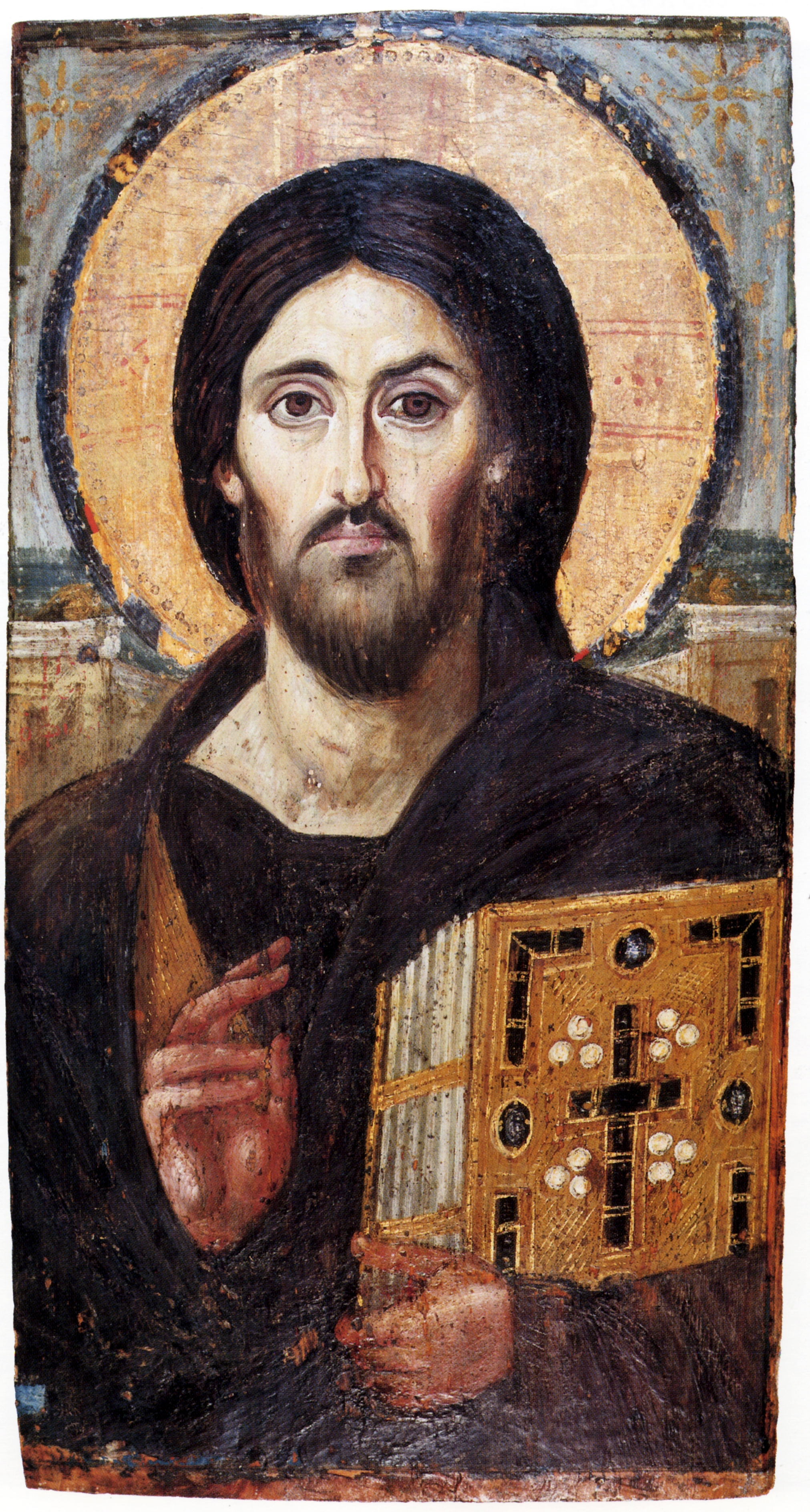
Ісус Христос, з точки зору православного вчення — Всевишній, який прийняв образ людини, вчителя, щоб допомогти людству пізнати істину, VI століття

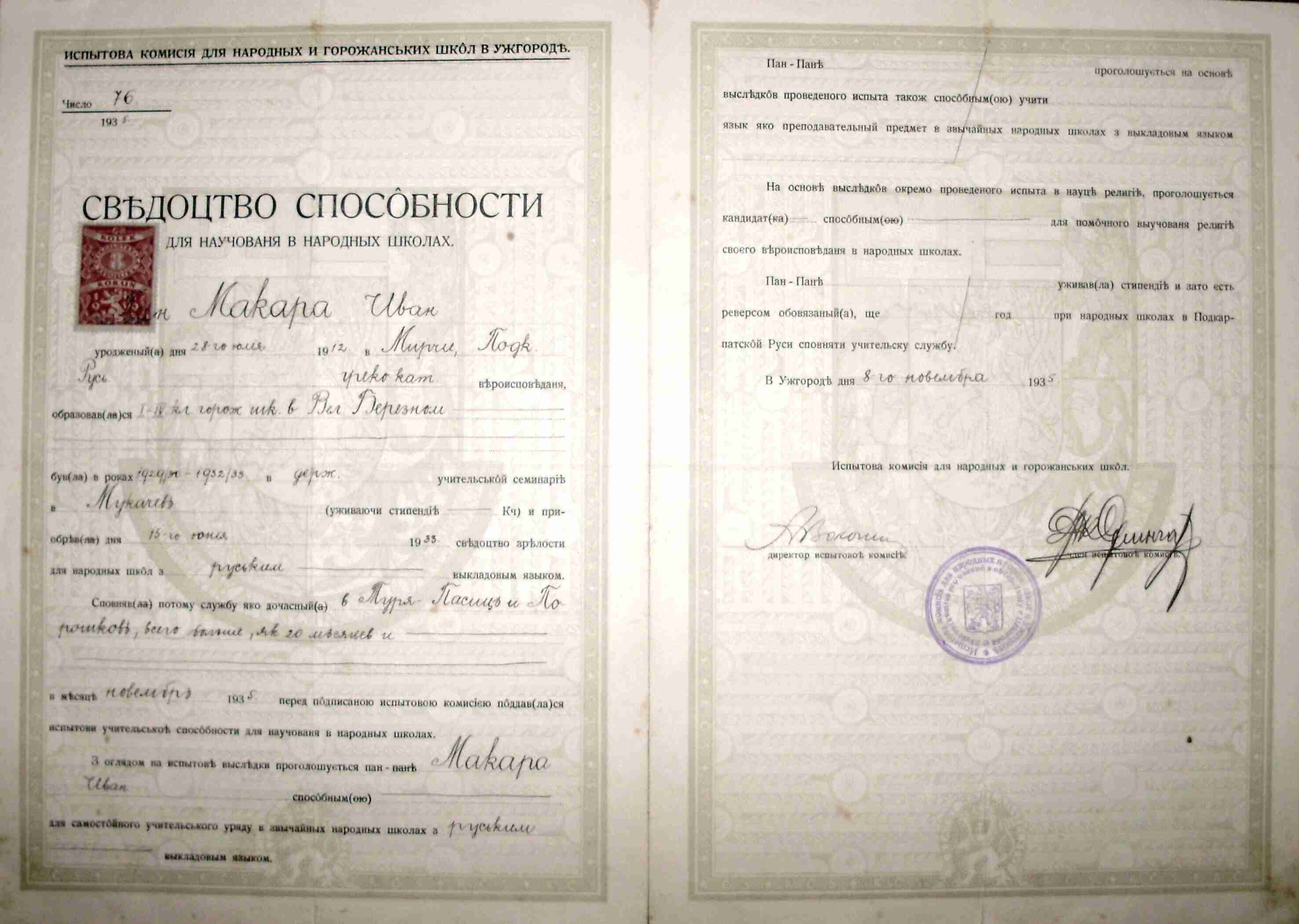
Свідоцтво на право викладання в початковій школі. Підкарпатська Русь 1935

Кожна людина до певної міри наділена здатністю осмислювати життя, накопичувати знання і життєвий досвід і передавати їх іншим, бути учнем і навчати. Тому можна говорити про те, що вчителювання є одним з найдавніших занять в історії людства. Повага до людей, які володіють певними знаннями про життя, тією чи іншою мірою, проповідується в усіх відомих віровченнях. Досить згадати значення гуру в індуїзмі; лам в буддизмі; рабинів і цадиків в юдаїзмі; вчителів, священників і святих в християнстві; мулл, улемів і святих в ісламі. Слід також звернути на те, що в багатьох віровченнях головним вчителем людей виступає безпосередньо сам Бог (Всевишній, Сущий, Життя, Абсолют, Брахма, Атман і т. д.), який може навчати у великій кількості різних форм — через різних людей (святих, жебраків), живих істот (тварин) і навіть неживі предмети (книги, ікони, явища природи). В умовах матеріалістичного світогляду старожитньої Греції, Риму, а потім європейського відродження як вчителі життя у суспільстві важливу роль відігравали філософи (шукачі істини), софісти, а також викладачі світських закладів освіти, шкіл і університетів — доктори, професори. Також відома ще одна назва вчителя — майстер (майстриня), тобто знавець своєї справи, яка широко вживалася як в цехових братствах середньовічної Європи, так і школах східних єдиноборств.

## Викладання у вищій школі
Викладач у закладах вищої освіти (університети, інститути) — людина, яка займається викладанням певної навчальної дисципліни. Наприклад, викладанням математики, історії. Викладацькі посади в Україні та інших країнах: асистент/ка, старший викладач, доцент, професор.

## Літні люди як вчителі в умовах Козаччини
Потреба у літніх людях мала різні прояви. Але головним було те, що головною умовою виживання козаків в складних умовах навколишньої дійсності було потрібно накопичувати, аналізувати й засвоювати досвід попередніх поколінь. Саме в цій сфері були залучені функції людей старшого віку (на Січі — січових дідів). Все життя козака було напруженим і невпинним навчанням. Спочатку молодий козак засвоював життєвий досвід і досвід попередників у думах і піснях, казках і переказах. У міру появи власного досвіду і самі козачата ставали вчителями, навчаючи молодших від себе. Від успішного засвоєння досвіду попередників, від розуміння справжніх причин їх успіхів і невдач в дуже великій мірі залежали власні успіхи й невдачі, а часто і саме життя козака. Всі стандартні й нестандартні ситуації, в яких опинялись їх батьки, діди, прадіди, на війні, на полюванні, в побутових ситуаціях — вивчались, запам'ятовувались і були чудово відомі їх онукам і правнукам. Вони місяцями програвали ці ситуації, неспішно рухаючись по безмежних просторах Євразії. Проходячи кіньми нескінченні дороги вони не співали, а «грали» свої неповторні пісні, що з'являлись на світ і отримували право на подальше життя в більшості випадків на посиденьках в колі старих дідів.

## Учитель в СРСР
1977 року в СРСР було встановлено звання «Народний вчитель СРСР».

## Учитель у сучасній Україні
В 1991—1992 році вчителів нараховувалося 543 тис., а нині — 438 тис. В 1991—1992 навчальному році на одного педагога припадало 15 школярів, а на сьогодні — лише 8.
Зарплата молодого учителя — 5265 грн, вчителя І категорії — 6567 грн, учителя вищої категорії — 7 тис. грн. Багато учителів займаються репетиторством або створюють «власний бренд» у соцмережах.